# Atrani

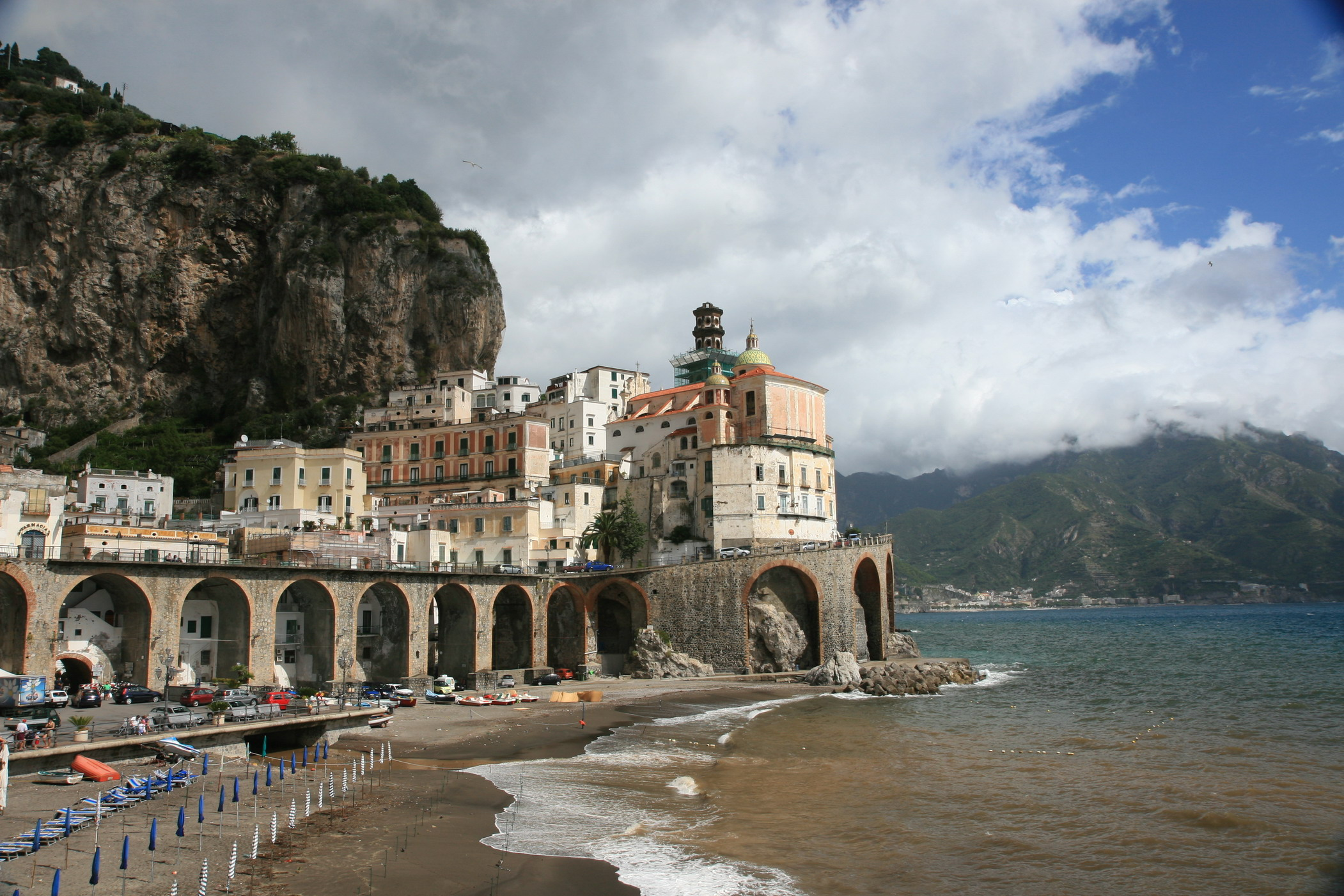
Atrani aan de kust

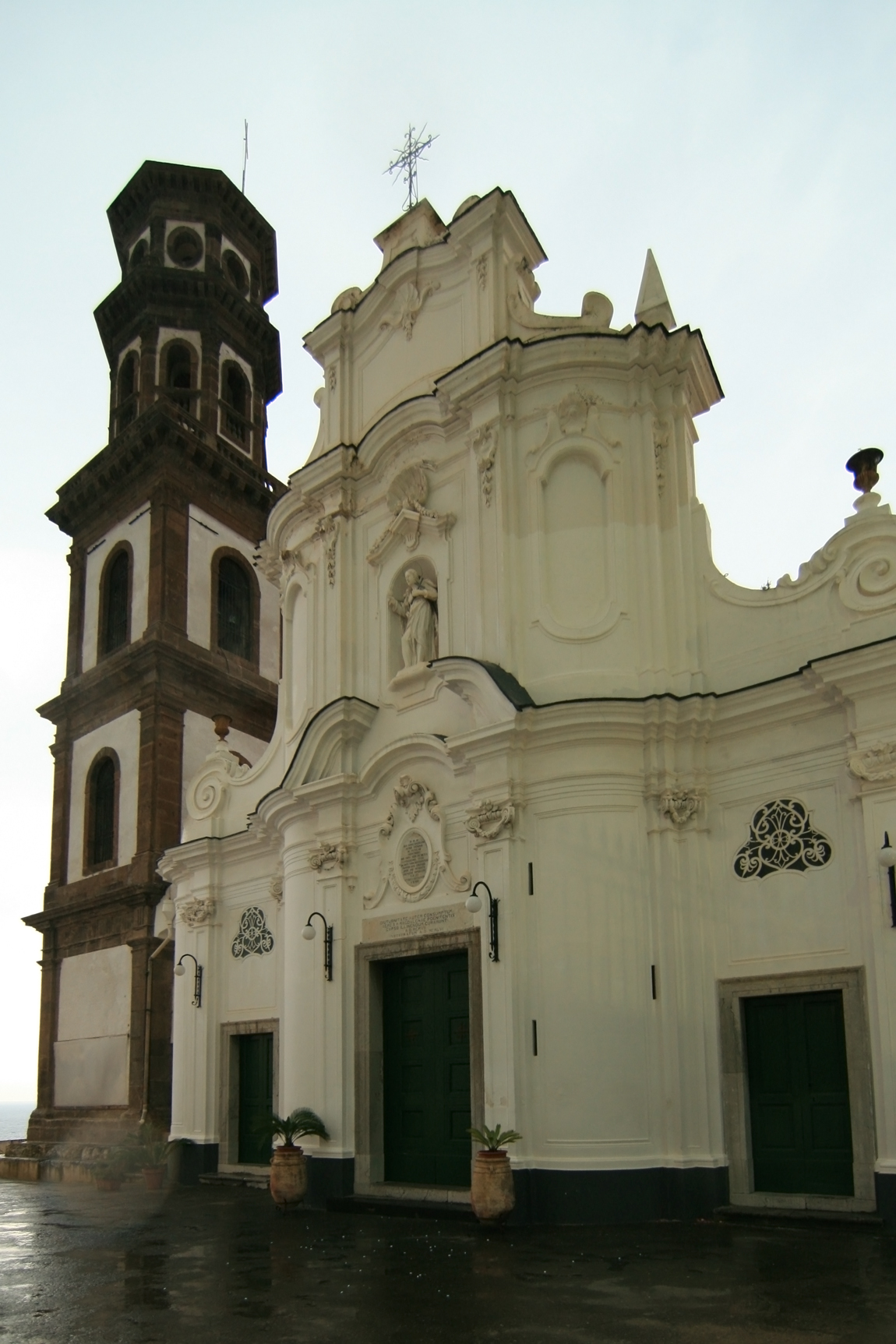
Chiesa Santa Maria Maddalena

Atrani is een gemeente aan de Amalfikust in de Italiaanse provincie Salerno (regio Campanië) in het zuiden van Italië en telt 958 inwoners (31-12-2004). De oppervlakte bedraagt 0,2 km², de bevolkingsdichtheid is 4700 inwoners per km².

## Bezienswaardigheden
- Chiesa Santa Maria Maddalena, kerk uit de 13de eeuw, met een barokke façade
- Chiesa San Salvatore de' Bireto, kerk uit de 10de eeuw

## Demografie
Atrani telt ongeveer 378 huishoudens. Het aantal inwoners daalde in de periode 1991-2001 met 6,2% volgens cijfers uit de tienjaarlijkse volkstellingen van ISTAT.
| Jaar | Inwoneraantal |
| ---- | ------------- |
| 1991 | 1029          |
| 2001 | 965           |

## Geografie
Atrani ligt tussen Amalfi en Minori. Atrani grenst aan de volgende gemeenten: Amalfi, Ravello, Scala.

## Verkeer en vervoer
Atrani is bereikbaar vanaf Napels via de A3 en de SP1 en vanaf Salerno via de A3 en de SS163. Dichtstbijzijnde luchthaven is de Luchthaven Napels.

## Zustersteden
- Uggiano la Chiesa, Italië, sinds juli 2006

## Trivia
M. C. Escher, die 12 jaar in Atrani woonde, heeft een vroeg werk gemaakt van Atrani aan de Amalfikust, een lithografie uit augustus 1931. Atrani is ook te zien in Metamorphosis I, mei 1937, Metamorphosis II, tussen november 1939 en maart 1940 en Metamorphosis III, tussen 1967 en 1968.

Atrani is als achtergrond gebruikt voor de speelfim met Denzel Washington "The Equalizer 3" uit 2023. Het leuke is hierbij dat in de film een slagerij gebruikt wordt die heden ten dage nog steeds een slagerij is op dezelfde plaats. De film speelt zich voor het grootste gedeelte in Atrani af.

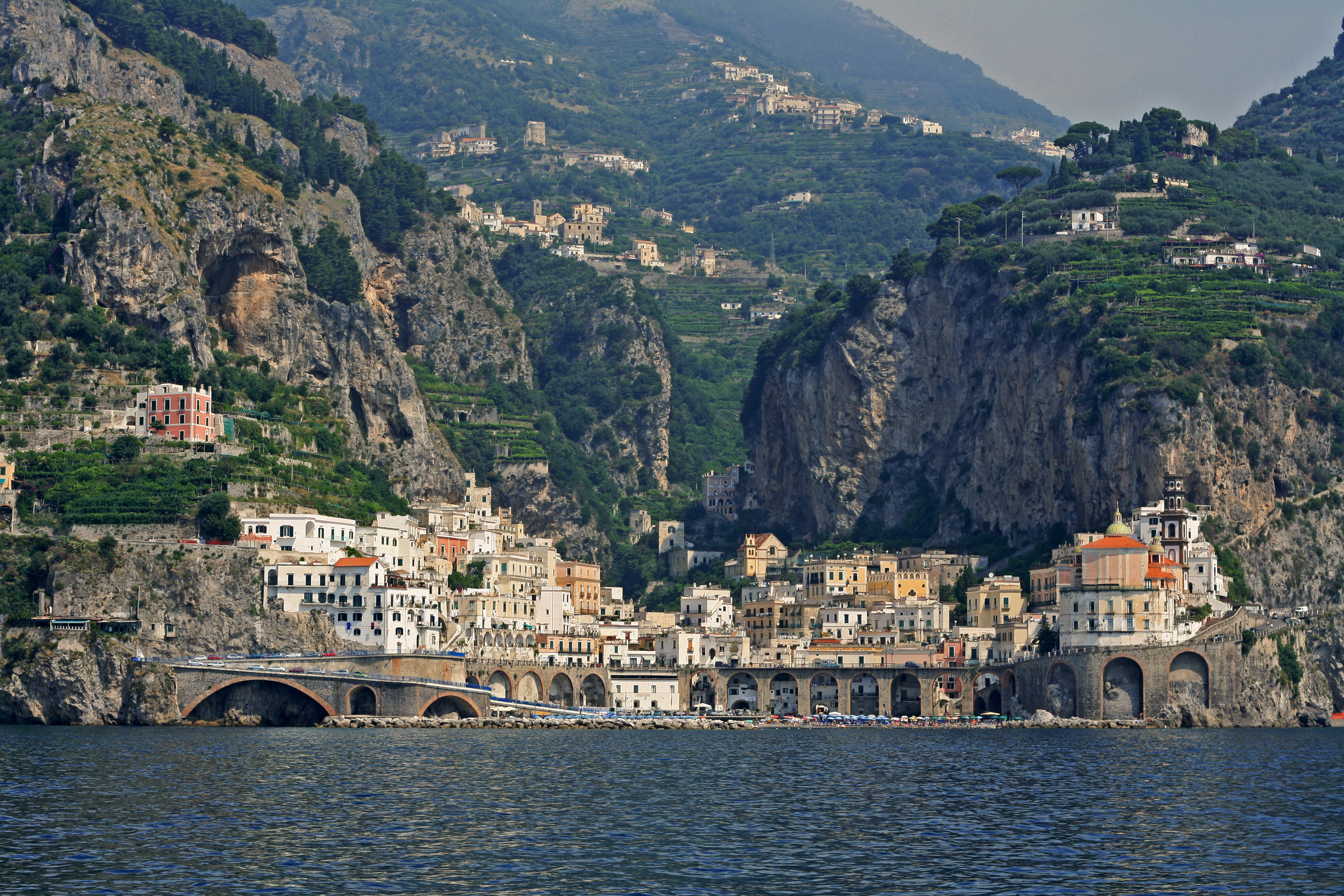
Panorama van Atrani

De Netflix serie Ripley speelt voor een deel in Atrani.
Acerno · Agropoli · Albanella · Alfano · Altavilla Silentina · Amalfi · Angri · Aquara · Ascea · Atena Lucana · Atrani · Auletta · Baronissi · Battipaglia · Bellizzi · Bellosguardo · Bracigliano · Buccino · Buonabitacolo · Caggiano · Calvanico · Camerota · Campagna · Campora · Cannalonga · Capaccio · Casal Velino · Casalbuono · Casaletto Spartano · Caselle in Pittari · Castel San Giorgio · Castel San Lorenzo · Castelcivita · Castellabate · Castelnuovo Cilento · Castelnuovo di Conza · Castiglione del Genovesi · Cava de' Tirreni · Celle di Bulgheria · Centola · Ceraso · Cetara · Cicerale · Colliano · Conca dei Marini · Controne · Contursi Terme · Corbara · Corleto Monforte · Cuccaro Vetere · Eboli · Felitto · Fisciano · Furore · Futani · Giffoni Sei Casali · Giffoni Valle Piana · Gioi · Giungano · Ispani · Laureana Cilento · Laurino · Laurito · Laviano · Lustra · Magliano Vetere · Maiori · Mercato San Severino · Minori · Moio della Civitella · Montano Antilia · Monte San Giacomo · Montecorice · Montecorvino Pugliano · Montecorvino Rovella · Monteforte Cilento · Montesano sulla Marcellana · Morigerati · Nocera Inferiore · Nocera Superiore · Novi Velia · Ogliastro Cilento · Olevano sul Tusciano · Oliveto Citra · Omignano · Orria · Ottati · Padula · Pagani · Palomonte · Pellezzano · Perdifumo · Perito · Pertosa · Petina · Piaggine · Pisciotta · Polla · Pollica · Pontecagnano Faiano · Positano · Postiglione · Praiano · Prignano Cilento · Ravello · Ricigliano · Roccadaspide · Roccagloriosa · Roccapiemonte · Rofrano · Romagnano al Monte · Roscigno · Rutino · Sacco · Sala Consilina · Salento · Salerno · Salvitelle · San Cipriano Picentino · San Giovanni a Piro · San Gregorio Magno · San Mango Piemonte · San Marzano sul Sarno · San Mauro Cilento · San Mauro la Bruca · San Pietro al Tanagro · San Rufo · San Valentino Torio · Sant'Angelo a Fasanella · Sant'Arsenio · Sant'Egidio del Monte Albino · Santa Marina · Santomenna · Sanza · Sapri · Sarno · Sassano · Scafati · Scala · Serramezzana · Serre · Sessa Cilento · Siano · Sicignano degli Alburni · Stella Cilento · Stio · Teggiano · Torchiara · Torraca · Torre Orsaia · Tortorella · Tramonti · Trentinara · Valle dell'Angelo · Vallo della Lucania · Valva · Vibonati · Vietri sul Mare
1. ↑  https://demo.istat.it/?l=it.